# Killjoys
Killjoys est une série télévisée canadienne de science-fiction en cinquante épisodes de 42 minutes créée par Michelle Lovretta et diffusée entre le 19 juin 2015  et le 20 septembre 2019 sur Space et en simultané sur Syfy aux États-Unis.
En France et en Suisse la série est diffusée depuis le 16 février 2016 sur Syfy, et au Québec, depuis le 22 février 2016 sur Ztélé. Néanmoins cette série reste inédite dans les autres pays francophones.

## Synopsis
Une équipe de chasseurs de primes – Dutch, John, et D'avin – appelés Killjoys, opérant dans le système planétaire nommé « Quad », a pour mission de chasser et de capturer des criminels. Ils ont juré entre eux de rester neutres lors d’une guerre sanglante de classes sociales qui menace de détruire le Quad.

## Distribution

### Acteurs principaux
- Hannah John-Kamen (VF : Marie Tirmont) : 
  - Yalena « Dutch » Yardeen, agent du RAC de niveau 5, qui possède un sombre passé. Elle a été élevée et formée par Khlyen pour devenir un assassin. On apprend par la suite que Khlyen voulait qu'elle tue Aneela.
  - Aneela Kin Ritt est la fille de Khlyen et est également Hullen. Elle possède une aptitude unique pour contrôler le Plasma, qu'elle va utiliser pour créer Dutch en retirant un souvenir d'elle enfant hors du Plasma. Elle la nomme Yalena en hommage à sa mère.
- Aaron Ashmore (VF : Anatole de Bodinat) : John Andras « Johnny » Jaqobis est un agent du RAC de niveau 3 puis 5. Il accompagne Dutch depuis 6 ans dans ses missions. Il s'occupe de tous les aspects techniques et est son meilleur ami.
- Luke Macfarlane (VF : Adrien Antoine) : D'avin Jaqobis, grand frère de John, c'est un ancien soldat qui a subi des expérimentations médicales. Il rejoint le RAC au niveau 4 et devient un membre de l'équipe de Dutch et Johnny car il n'a nulle part où aller.

Photos des acteurs
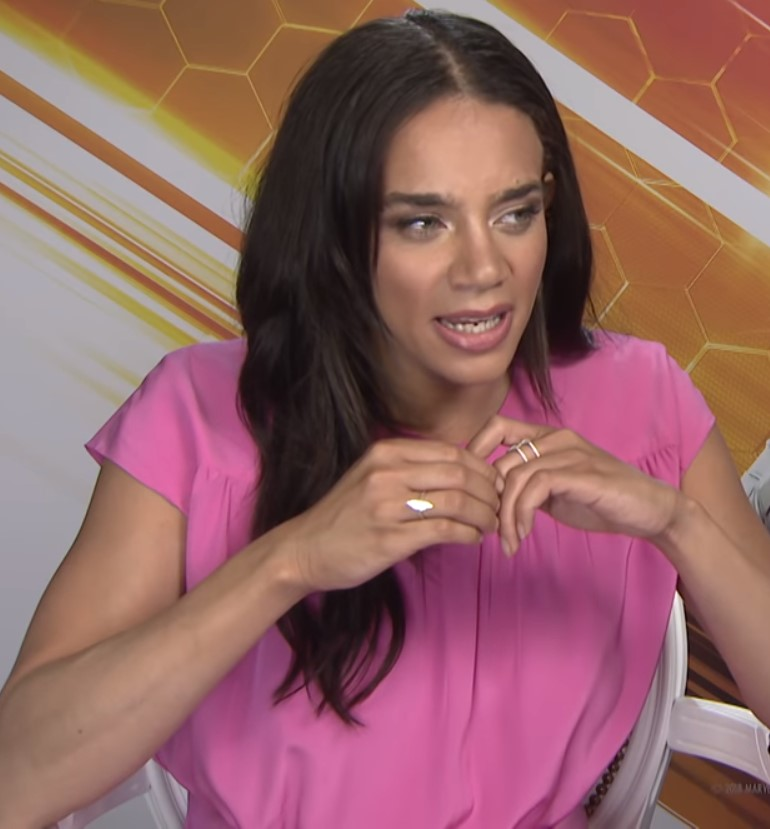
Hannah John-Kammen : Yalena « Dutch » Yardeen et Aneela Kin Ritt
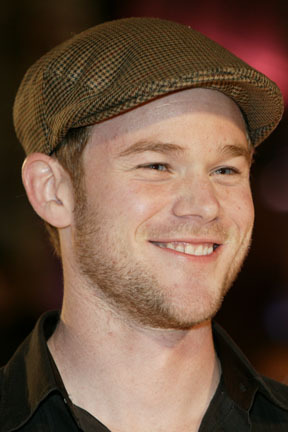
Aaron Ashmore : John Jaqobis
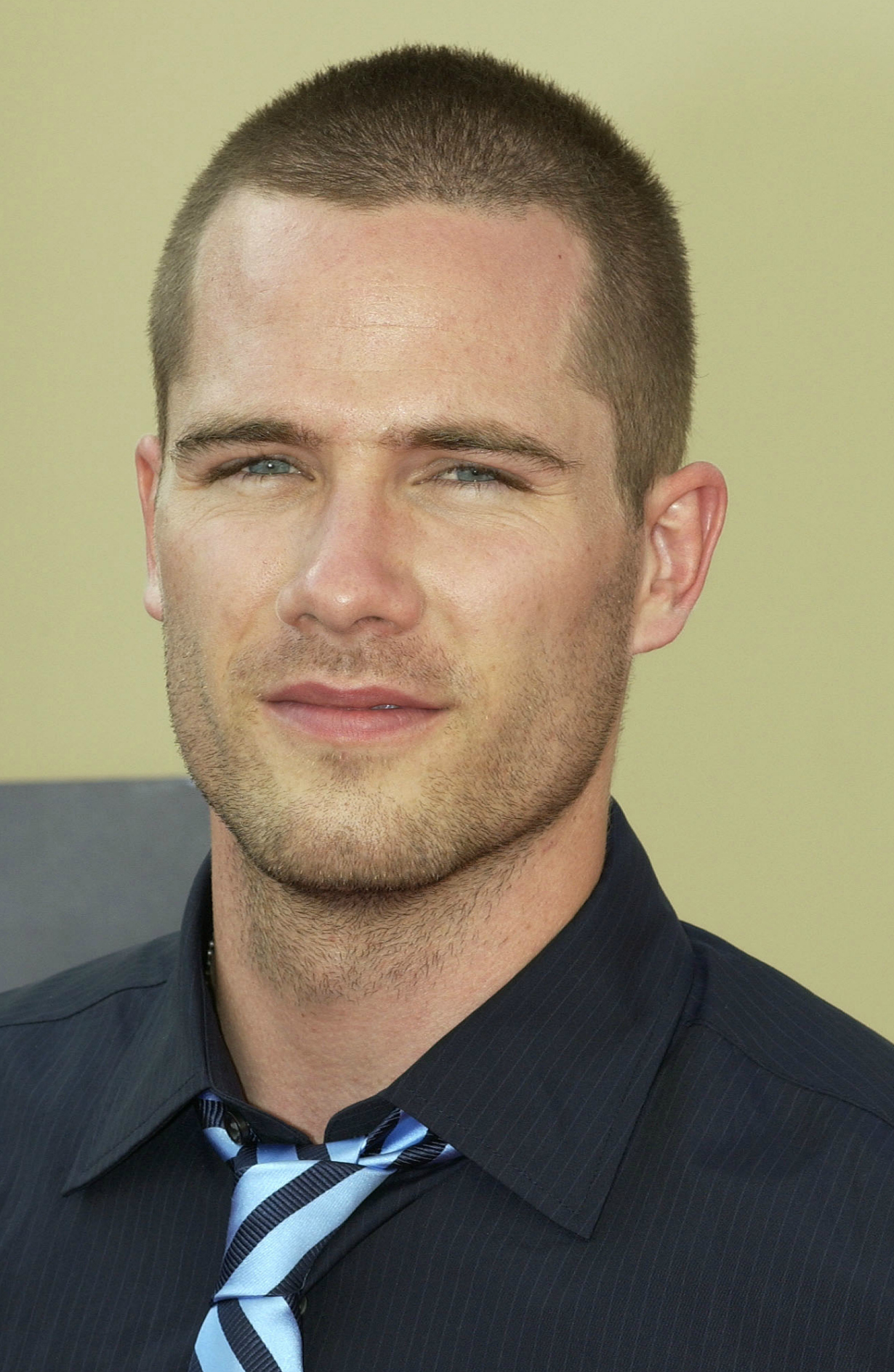
Luke Macfarlane : D'avin Jaqobis
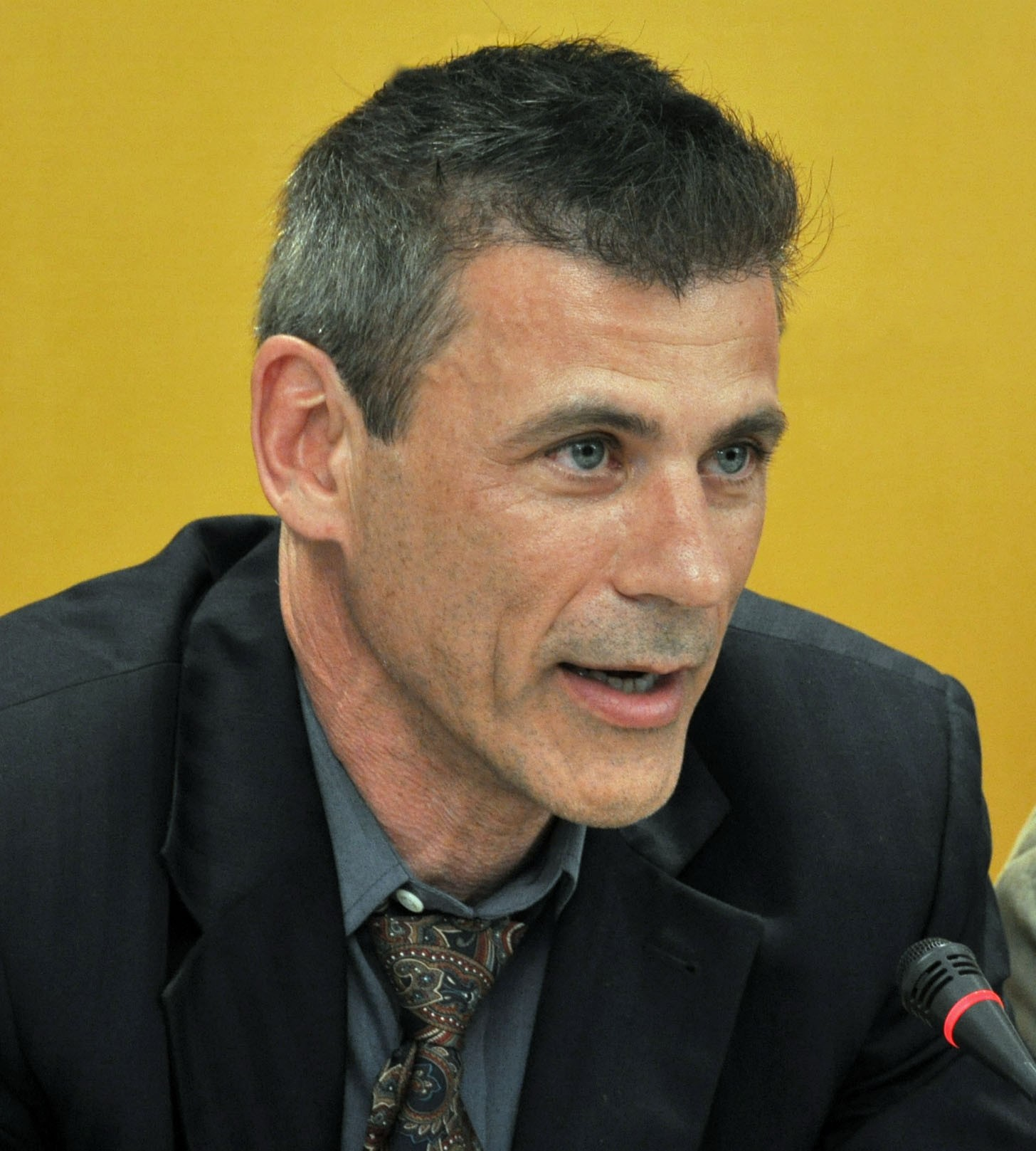
Rob Stewart : Khlyen

### Acteurs secondaires
- Tamsen McDonough (VF : Stéphanie Lafforgue) : voix de Lucy, l’ordinateur du vaisseau.
- Patrick Garrow (VF : Bernard Bollet) : Turin, un haut officier du RAC. Il essaye de découvrir ce qui se trame dans les hautes sphères du RAC et pourquoi Dutch semble y être liée.
- Mayko Nguyen (VF : Valérie Nosrée) : Delle Seyah Kendry, membre des Neufs (les dirigeants du Quad). Elle devient plus tard une Hullen.
- Thom Allison (en) (VF : Eilias Changuel) : Prima « Pree » Dezz, propriétaire du Royale (un bar) également ancien seigneur de guerre des Ferrans.
- Rob Stewart (VF : Laurent Larcher) : Khlyen, haut officier du RAC, il est également le mentor de Dutch et le père d'Aneela.
- Sean Baek (VF : Arnaud Léonard) : Fancy Lee, un agent du RAC de niveau 5, devenu un Hullen et le bras droit de Khlyen avant d'être nettoyé et de redevenir humain.
- Sarah Power (VF : Nathalie Homs) : Ileonore Pawter Simms, médecin déshonoré après avoir tué son patient. Elle est l'héritière d'une des neufs famille Qreshi qui règne sur le Quad. Elle est bannie pour son crime et officie donc à Old Town sur Westerly. (saisons 1 et 2, invitée saison 4)
- Nora McLellan (VF : Isabelle Leprince) : Bellus Haardy, ancienne Killjoy qui fournit des informations à Dutch sur ses missions. (saisons 1 à 3)
- Morgan Kelly (en) (VF : Fabrice Josso) : Alvis (« God »), un moine scarback et un révolutionnaire qui est ami avec Dutch. (saisons 1 à 3)
- Tori Anderson (VF : Maïa Michaud) : Sabine, une serveuse au Royale qui s'avérera être une Hullen. (saison 2)
- Frank Moore (en) (VF : Achille Orsoni) : Hillary « Hills » Oonan, officier de la compagnie qui est stationné à Old Town sur Westerly. (saisons 1 à 3, invité saison 4)
- Kelly McCormack (VF : Chloé Renaud) : Zeph, geek et biologiste qui vient en aide à l'équipe (à partir de la saison 3)
- Atticus Dean Mitchell (VF : Charles Pestel) : Pippin, un petit escroc qui donnera un coup de main à l'équipe (saisons 2 à 4, invité saison 5)
- Gavin Fox (en) (VF : Jean-Michel Rucheton) : Gared, il apparait dans la saison 2 comme un bandit bodybuilder voulant voler le Royale, avant de devenir un personnage récurrent et le mari de Pree.
- Jaeden Noel (VF : Hervé Grull) : Jaq, le fils biologique d'Aneela (saisons 4 et 5)
- Alanna Bale (VF : Adeline Chetail) : la Maîtresse (saison 5)

### Invités
- Irene Poole (VF : Juliette Degenne) : R'yo
- Ian Tracey (VF : Patrick Béthune) : Lucas Kotler
- Amanda Tapping : Dr Jaeger (épisode 7 - saison 1)
- Erik Knusden (VF : Maxime Baudouin) : McAvoy (2 épisodes - saison 3)
- Keon Alexander : Sam Romwell

Version française
- Société de doublage : Nice Fellow[5]
- Direction artistique : Christine Bellier[5]
- Enregistrement et mixage : Daniel dos Reis
- Studios d'enregistrement : Studios O'Bahamas

 Source et légende : version française (VF) sur RS Doublage et Doublage Séries Database

## Production
Le projet de la créatrice de Lost Girl Michelle Lovretta et des producteurs de Orphan Black, a été commandé en octobre 2013. Syfy est entré dans le projet à la fin avril 2014.
En juillet 2014, Hannah John-Kamen, Aaron Ashmore et Luke Macfarlane ont décroché des rôles principaux. En mai 2015, il est annoncé qu'Amanda Tapping est invitée pour un épisode au cours de la saison.
Le 1er septembre 2015, Space et Syfy ont renouvelé la série pour une deuxième saison.
Le 1er septembre 2016, Space et Syfy ont renouvelé la série pour une troisième saison.
Le 1er septembre 2017, Space et Syfy renouvellent la série pour une quatrième et cinquième saison, qui sera la dernière.

### Tournage
Le tournage a débuté le 5 août 2014 à Toronto, au Canada.
Le tournage de la deuxième saison a débuté le 3 décembre 2015, la troisième a débuté le 6 février 2017, et la quatrième le 1er février 2018.

### Diffusion internationale
- En version originale :
  -  États-Unis : depuis le 19 juin 2015 sur Syfy
  -  Canada : depuis le 19 juin 2015 sur Space
  -  Australie : depuis le 30 janvier 2016 sur Syfy Australia

- En version française :
  -  France /  Suisse : depuis le 16 février 2016 sur Syfy France
  -  Québec : depuis le 22 février 2016 sur Ztélé

## Épisodes

### Première saison (2015)
1. Les Liens du sang (Bangarang)
2. Embuscade à Sugar Point (The Sugar Point Run)
3. La Moisson (The Harvest)
4. Un contrat royal (Vessel)
5. Faille dans le système (A Glitch in the System)
6. Une affaire de famille (One Blood)
7. Le Cobaye (Kiss Kiss, Bye Bye)
8. La Pluie noire (Come the Rain)
9. Ami ou ennemi ? (Enemy Khylen)
10. Le Bombardement (Escape Velocity)

### Deuxième saison (2016)
Elle est diffusée depuis le 1er juillet 2016 sur Space et Syfy, en France depuis le 30 août 2016 sur Syfy.
1. Bienvenue sur Arkyn[21] (Dutch and the Real Girl)
2. Un contrat aride (Wild, Wild Westerley)
3. Sous terre (Shaft)
4. Les Prodiges (Schooled)
5. Réunion de famille (Meet the Parents)
6. Le Collectionneur (I Love Lucy)
7. La Boîte rouge (Heart-Shaped Box)
8. Full Metal Moine (Full Metal Monk)
9. Johnny au grand cœur[22] (Johnny Be Good)
10. Dommage collatéral (How to Kill Friends and Influence People)

### Troisième saison (2017)
Elle est diffusée à partir du 30 juin 2017 sur Space et Syfy, en France depuis le 19 septembre 2017  sur Syfy.
1. Jeux de dupes[26],[27] (Boondoggie)
2. Les Écorcheurs (A Skinner, Darkly)
3. Les Hullen ont des yeux (The Hullen Have Eyes)
4. Le Lion, la sorcière et le seigneur de guerre (Home is Where the Hullen Isn't)
5. L'Attaque du Rac (Attack the Rack)
6. Un assassin parmi nous (Bug in an Elevator)
7. Les Origines (The Wolf You Feed)
8. Dernière virée (Heist, Heist Baby)
9. La Nuit des déclarations (Reckoning Ball)
10. Le Mal et la maîtresse (Wargasm)

### Quatrième saison (2018)
Cette saison de dix épisodes est diffusée à partir du 20 juillet 2018 sur Syfy et en France à partir du 4 septembre 2018 sur Syfy.
1. La Guerrière et le voleur (The Warrior Princess Bride)
2. Docteur Johnny et M. Hullen (Johnny Dangerously)
3. Road-trip (Bro-d Trip)
4. Une naissance extraterrestre (What to Expect When You're Expecting... An Alien Parasite)
5. Une maladie impossible (Greening Pains)
6. Mini Jaqobi (Baby, Face Killer)
7. O Mother ! (O Mother, Where Art Thou?)
8. Il faut tout un pillage… (It Takes a Pillage)
9. Les enfants vont bien ! (The Kids Are Alright)
10. Sporemageddon (Sporemageddon)

### Cinquième saison (2019)
Cette dernière saison de dix épisodes est diffusée depuis le 19 juillet 2019,.
1. Cours, Yala. Cours (Run, Yala, Run)
2. C'est la faute à la pluie (Blame it on the Rain)
3. Pour toujours et à jamais (Three Killjoys and a Lady)
4. Prison de haute sécurité (Ship Outta Luck)
5. Le Bellaxion (A Bout, A Girl)
6. Les Trois mutins (Three Mutineers)
7. Cherchez la Bitch (Cherchez La Bitch)
8. Road trip sororal (Don't Stop Beweaving)
9. Terraformation en cours (Terraformance Anxiety)
10. Dernière danse (Last Dance)

## Accueil
Le pilote a été regardé par 286 000 téléspectateurs au Canada, et 966 000 téléspectateurs aux États-Unis.